# Список игр о Человеке-пауке
По мотивам приключений супергероя Marvel Comics Человека-паука было разработано множество компьютерных игр для различных платформ.

## До 1990-х
- Пинбольный автомат The Amazing Spider-Man (1980, Эд Крински)
- Spider-Man (1982, Parker Brothers) — Человек-паук должен забраться на небоскреб, по пути спасая заложников и обезвреживая бомбы Зелёного Гоблина. Игра поддерживает двух игроков. Платформа Atari 2600. Является самой первой официальной игрой по комиксам Marvel.
- Questprobe #2 Spider-Man (1985, Скотт Адамс) — Человек-паук должен отыскать драгоценные камни по приказу таинственного героя по имени «Главный Наблюдатель». Платформы: Commodore 64, Commodore 16, 8-битное семейство Atari, ZX Spectrum, PC, Amstrad CPC, Apple II.
- The Amazing Spider-Man and Captain America in Dr. Doom’s Revenge! (1989, Paragon Software Corporation) — файтинг в котором игрок в качестве Капитана Америки или Человека-паука должен сражаться со злодеями один-на-один, пока не встретится в финальной схватке с Доктором Думом. Платформы: PC-DOS, Amiga, Atari ST, Amstrad CPC, ZX Spectrum, Commodore 64.

## 1990-е
- The Revenge of Shinobi — в этой игре Человек-паук выступал в качестве одного из боссов игры. Изначально ниндзя сражался с монстром, который сначала был в облике Человека-паука, который при потерпи немного жизней превращался в Бэтмена, а во второй версии Бэтмен был заменён на того самого крылатого демона по имени Bat Monster (рус. Бэт Монстр), однако к третьей версии, когда SEGA купила права на Паука, боссов стало два. Первый Человек-паук, который после битвы с ниндзя Джо Мусаси, получив несколько повреждений, отступает, а второй тот же самый крылатый монстр, который прилетает на бой вместо Паука. В 2009 году, когда лицензия на Человека-паука истекла, последний был заменён на розового ниндзя по имени Web Ninja (рус. Паутинный ниндзя) с похожими способностями, как у Человека-паука.
- Spider-Man (1990, Oxford Digital Enterprises) — экшен с элементами пазла, предлагающий более чем 250 экранов. Платформы: Amiga, PC-DOS, Commodore 64, Atari ST.
- The Amazing Spider-Man (1991, Rare) — игрок должен проследовать через Нью-Йорк, преследуя похитителей Мэри Джейн Уотсон. Платформы: Nintendo Game Boy.
- The Amazing Spider-Man 2 (1992, B.I.T.S.) — игра в жанре Избей их всех. Человек-паук должен очистить своё имя после того, как его подставил Хобгоблин. Платформы: Nintendo Game Boy.
- Spider-Man 3: Invasion of the Spider-Slayers (1993, B.I.T.S.) — игра в жанре Избей их всех. Платформы: Nintendo Game Boy.
- The Amazing Spider-Man vs. The Kingpin (1990, Sega) — Человек-паук должен забрать шесть ключей у шести злодеев, чтобы обезвредить бомбу, установленную в Нью-Йорке Кингпином (Амбалом). Паутина Человека-паука имеет ограниченный запас и, чтобы восполнять её, ему требуется фотографировать злодеев и продавать фотографии в Daily Bugle. Иногда игру можно встретить под простым названием Spider-Man. Однако, чтобы не создавать путаницу (игр под названием Spider-Man довольно много), обычно её называют The Amazing Spider-Man vs. the Kingpin. Изначально вышла на Genesis в 1991 году, но была несколько раз переиздана: в 1992 году для GameGear, в 1993 году для Sega CD с небольшими улучшениями. Платформы: Master System, Sega Genesis, Sega Game Gear, Sega Mega-CD.
- The Punisher: The Ultimate Payback! (1991, Game Boy) — Человек-паук появляется эпизодически, помогая Карателю разобраться с преступниками и спасти мирных жителей.
- Spider-Man: The Video Game (1991, Sega) — платформенная игра в жанре Избей их всех на четырёх игроков. В качестве доступных персонажей доступны Человек-паук, Чёрная кошка, Нэмор и Соколиный глаз. Платформы: Аркадный автомат, Sega System 32.
- Spider-Man: Return of the Sinister Six (1992, B.I.T.S.) — платформенная экшен игра в которой Человек-паук должен сразиться со Зловещей шестёркой — Электро, Песчаный человек, Мистерио, Хобгоблин, Стервятник и Доктор Осьминог. Платформы: NES, Sega Game Gear.
- Spider-Man and the X-Men in Arcade’s Revenge (1993, Software Creations) — Человек-паук должен спасти четырёх людей Икс (Росомаха, Циклоп, Шторм, Гамбит) от убийцы по прозвищу Аркада. Игрок должен искать захваченных героев, которые после спасения присоединяются к команде Человека-паука, и сражаться со злодеями. Платформы: Super NES, Sega Genesis, Game Boy, Sega Game Gear.
- Spider-Man and Venom: Maximum Carnage (1994, Software Creations) — игра в жанре Избей их всех в которой Человек-паук должен объединится с Веномом, чтобы победить Карнажа. Игра получила много критики и коммерческого успеха. Платформы: Super NES, Genesis.
- Spider-Man and Venom: Separation Anxiety (1994, Software Creations) — игра в жанре Избей их всех в которой Человек-паук вновь объединется с Веномом, чтобы сражаться со злодеями. Сиквел стал менее успешным, чем первая часть. Платформы: Super NES, Sega Genesis, PC.
- The Amazing Spider-Man: Lethal Foes (1994, Epoch Co., Ltd) — платформенный экшен, вышедший только в Японии. Платформы: Super Famicom.
- Spider-Man (1994, Western Technologies) — платформенный экшен, состоящий из шести уровней и представляющий двадцать боссов. Платформы: Super NES, Sega Genesis.

- Spider-Man Cartoon Maker (1996, Knowledge Adventure) — программный пакет для создания фильмов из готовых шаблонов на тему Человека-паука. Платформы: PC.
- Marvel CD-ROM Comics featuring Spider-Man (1995, Marvel) — коллекция из мультфильмов, игр и четырёх выпусков комиксов, озвученных Кристофером Дэниелем Барнсем.
- Marvel Super Heroes: War of the Gems (1996, Capcom) — игроку нужно пройти несколько уровней за героев Marvel, чтобы собирать драгоценные камни. В игре представлены герои Железный человек, Капитан Америка, Халк, Росомаха и Человек-паук. Платформы: Аркадные автоматы, SNES.

- Marvel Super Heroes (1995, Capcom) — файтинг с героями Marvel. Платформы: Аркадные автоматы, Sega Saturn, PlayStation.
- Marvel Super Heroes vs. Street Fighter (1997, Capcom) — файтинг с героями Marvel и героями серии Street Fighter. Платформы: Аркадные автоматы, Sega Saturn, PlayStation.
- Marvel vs. Capcom: Clash of Super Heroes (1998, Capcom) — файтинг с героями Marvel и известными персонажами Capcom.
- Marvel vs. Capcom 2: New Age of Heroes (2000, Capcom) — сиквел Marvel vs. Capcom. Платформы: Аркадные автоматы, Dreamcast, PlayStation 2, Xbox.
- The Amazing Spider-Man: Web of Fire (1996, BlueSky Software) — платформенный экшен, в котором представлен второй главный герой Сорвиголова. Платформы: Sega 32X
- Spider Man: The Sinister Six (1996, Brooklyn Multimedia) — приключенческая игра в которой игрок должен разговаривать с персонажами, собирать вещи, решать загадки и сражаться с боссами в минииграх.
- Marvel Creativity Center (1997, Cloud 9 Interactive) — игра обучает пользователя создавать комиксы. Платформы: Платформы: PC, Apple Mac.

## 2000-е
- Spider-Man (2000, Neversoft) — Платформы: PlayStation, Nintendo 64, PC, Dreamcast.
- Tony Hawk’s Pro Skater 2 (2000, Neversoft) — Человек-паук является секретным персонажем игры, которого можно открыть, и поиграть за него на скейте.
- Spider-Man 2: Enter Electro (2001, Vicarious Visions) — Платформы: PlayStation.
- Spider-Man 2: The Sinister Six (2001, Torus Games) — Платформы: Game Boy Color.
- Spider-Man: Mysterio’s Menace (2001, Activision) — Платформы: Game Boy Advance.
- X-Men: Mutant Academy 2 (2001, Paradox Development[англ.]) — Платформы: PlayStation.
- Spider-Man (2002, Treyarch и Digital Eclipse Software (Game Boy версия)) — экшен игра по мотивам фильма «Человек-паук». Платформы: PC, PlayStation 2, Xbox, Nintendo GameCube, Game Boy Advance.
- X2: Wolverine’s Revenge (2003) — Человек-паук, озвученный Рино Романо, появляется в удалённой сцене, где спрашивает Росомаху, нужна ли ему помощь в битве с Магнето. Логан просит его помочь разобраться с хаосом до прибытия Контроля последствий, в то время как сам отправляется на сражение с Магнето.

- Spider-Man 2 (2004, Treyarch и Fizz Factor (PC-версия)) — игра по мотивам фильма «Человек-паук 2». PC-версия была разработана другой командой и совсем не похожа на консольные версии, из-за чего была сильно раскритикована. Платформы: PlayStation 2, Xbox, GameCube, PC, PlayStation Portable.
- Spider-Man 2 Activity Center (2004) — набор загадок и мини-игр для детей.
- Мобильные игры от Sony Pictures Mobile: Spider-Man vs. Doc Ock (май 2004) (экшен-приключение в котором Человек-паук борется с Док Оком). Spider-Man 2 Pinball (май 2004) (пинбол, основанный на героях Человеке-пауке и Доке Оке), Spider-Man 2 3D: NY Subway (апрель 2005) (Человек-паук должен пролететь сквозь Нью-Йорк, победить громил и сразиться с Доктором Октавиусом), Spider-Man 2 Text Messaging Game (Игрок должен показать свои знания о Человеке-пауке).
- Spider-Man 2 Hand Held Game (2004, Micro games of America).
- Spider-Man & Friends (2005, Activision Value) — обучающая игра для детей. Платформы: PC.
- Spider-Man Print Studio (2005, Activision Value) — программа позволяет печатать календарики, постеры, флаеры и т. п. на тематику Человека-паука.
- Ultimate Spider-Man (2005, Treyarch и Vicarious Visions) — игра, основанная на серии комиксов «Ultimate Spider-Man». Игра использует технологию cell shading, которая делает игру похожей на оживший комикс. Платформы: GameCube, Xbox, PlayStation 2, Nintendo DS, PC, Мобильный телефон, Game Boy Advance.
- Marvel Nemesis: Rise of the Imperfects (2005, Nihilistic Software и Team Fusion (PSP)) — в игре есть возможность играть за Человека-паука и Венома. Платформы: GameCube, PlayStation 2, Xbox, PlayStation Portable, Nintendo DS.
- Marvel: Ultimate Alliance (2006, Raven Software, Vicarious Visions, Beenox Studios и Barking Lizards Technologies) — Человек-паук представлен, как играбельный персонаж. Платформы: PC, PlayStation 2, PlayStation 3, PlayStation Portable, Xbox, Xbox 360, Game Boy Advance, Wii.
- Spider-Man: Battle for New York (2006, Torus Games) — экшен игра в которой есть возможность играть, как за Человека-паука, так и за Зелёного гоблина. Платформы: Nintendo DS, GBA.
- Spider-Man 3 (2007, Treyarch) — игра по мотивам фильма «Человек-паук 3». Платформы: PC, PlayStation 2, PlayStation 3, PlayStation Portable, Xbox 360, Game Boy Advance, Nintendo DS, Wii.
- Spider-Man: Friend or Foe (2007) — аркада для PC, PS2, Xbox 360, Wii, Nintendo DS и PSP
- Spider-Man: Web of shadows (2008, Shaba Games, Treyarch) — Платформы: PC, PlayStation 2, PlayStation 3, PlayStation Portable, Xbox 360, Nintendo Wii, Nintendo DS.
- Spider-Man: Toxic City (2009, Gameloft) — Платформы: BlackBerry, Windows Phone и Java ME.
- Marvel: Ultimate Alliance 2 (2009) — Платформы: PlayStation 2, PlayStation 3, PlayStation Portable, Xbox 360, Nintendo Wii, Nintendo DS, в 2016 произошел порт на Windows.

## 2010-е
- Spider-Man: Shattered Dimensions (2010, Beenox, Griptonite Games, High Moon Studios) — В этой игре игроку предстоит играть сразу за 4 варианта Человека-паука: Классический Человек-паук, Человек-паук из вселенной Марвел-Нуар, совершенного Человека-паука, соединённого с симбиотом, и Человека-паука 2099 года. Также как и Ultimate Spider-man, эта игра выполнена в технологии cell shading.
- Ultimate Spider-Man: Total Mayhem (2010, Gameloft) — игра в жанре приключенческий боевик, выпущенная для iOS и Android.
- Marvel vs. Capcom 3: Fate of Two Worlds (2011, Capcom) — файтинг с героями Marvel и известными персонажами Capcom.
- Spider-Man: Edge of Time — (2011, Beenox) анонсирована в 2011 году[1][2][3][4]. Игроку предстоит управлять оригинальным Питером Паркером и Человеком-пауком 2099.
- The Amazing Spider-Man (2012, Beenox) — игра, являющаяся сиквелом к фильму Марка Уэбба. Паркеру предстоит бороться против полулюдей-полуживотных по типу Ящера и роботов-охотников на них, которые вышли из под контроля Оскорпа и тоже начали нападать на жителей Нью-Йорка. Официальный трейлер этой игры был представлен на Video Game Awards 2011.
- Lego Marvel Super Heroes (2013, Travellers Tales) и Lego Marvel Super Heroes 2 (2017) — Человек-паук является одним из играбельных персонажей. Основой для Человека-паука из этой вселенной послужила версия Человека паука мультсериала Совершенный Человек-паук.
- The Amazing Spider-Man 2 (2014, Beenox) — игра-мидквел к фильму Новый Человек-паук. Высокое напряжение.
- Spider-Man Unlimited (игра) (2014, Gameloft) — игра на iOS и Android. Игра в жанре бесконечного бега, включающаяся в себя различные версии Человека-паука и Зловещей шестёрки.
- Marvel Future Fight (2015, NetMarble) — игра на IOS и Android.
- Lego Marvel's Avengers (2016, Travellers Tales) — изначально Человек-паук отсутствует в игре, однако разработчики выпустили бесплатное DLC, добавляющее его в качестве играбельного персонажа.
- Marvel vs. Capcom: Infinite (2017, Capcom) — файтинг с героями Marvel и известными персонажами Capcom.
- Spider-Man (2018, Insomniac Games) — игра, разработанная Insomniac Games. Являлась эксклюзивом для PS4 до 12 августа 2022. На E3 2016 Sony и Marvel Studios заявили, что они собираются создать, помимо Кинематографической вселенной Marvel, ещё и Игровую Вселенную Marvel и новая игра про Человека-паука станет её началом и первой игрой. Игра вышла 7 сентября 2018 года.

## 2020-е
- Spider-Man: Miles Morales (2020, Insomniac Games) — игра, разработанная Insomniac Games и изданная Sony Interactive Entertainment для PlayStation 4 и PlayStation 5. Это спин-офф, продолжающий действие игры Marvel’s Spider-Man 2018 года. Впервые была анонсирована для PlayStation 5 в июне 2020 года. Игра вышла 12 ноября 2020 на консоли PlayStation 4 и PlayStation 5 и 18 ноября 2022 на PC.
- Marvel’s Spider-Man Remastered (2020, 2022) — переиздание игры 2018 года с улучшенной графикой, производительностью и режимом «трассировки лучей», выпущенное 12 ноября 2020 года на PlayStation 5 и 12 августа 2022 на PC.
- Spider-Man 2 (2023, Insomniac Games) — игра, разработанная Insomniac Games и изданная Sony Interactive Entertainment для PlayStation 5. Была анонсирована на презентации PlayStation Showcase 2021 9 сентября 2021 года, представляет собой сиквел Spider-Man и Spider-Man: Miles Morales. В игре есть возможность играть сразу за два Человека-Паука, а главным антагонистом выступает Веном. Игра вышла 20 октября 2023 на консоли PlayStation 5 и 30 января 2025 на Windows.